# Kuperan
Kuperan ist in dem Sagenkreis um Siegfried den Drachentöter ein Riese, der den Zugangsschlüssel zu einem Berg hat, wo ein Drache haust.
Er verrät Siegfried, der die Jungfrau Kriemhilde von dem Felsen retten will, zweimal und wird am Ende von Siegfried vom Felsen gestoßen, wo er in tausend Stücke zerspringt.
Da sprach der kühne Siegfried: "Deine Red' ist gar verloren
Da ich nun seh' mit Augen die Jungfrau hochgeboren."
Er nahm ihn bei dem Arme und warf ihn von dem Stein:
Er sprang zu tausend Stücken; das freute des Mägdelein.
(Karl Simrock (Hrsg.): Das kleine Heldenbuch. Stuttgart und Berlin)